# Discocactus pseudoinsignis
Discocactus pseudoinsignis är en kaktusväxtart som beskrevs av Nigel Paul Taylor och Daniela Cristina Zappi. Discocactus pseudoinsignis ingår i släktet Discocactus och familjen kaktusväxter. Inga underarter finns listade i Catalogue of Life.